# Lavizzara
Lavizzara je obec ve švýcarském kantonu Ticino, okresu Vallemaggia. Nachází se v severozápadní části kantonu; převážnou část obce tvoří údolí Val Lavizzara. Žije zde 509 obyvatel.
Obec vznikla 4. dubna 2004 sloučením bývalých obcí Broglio, Brontallo, Fusio, Menzonio, Peccia a Prato-Sornico.

## Geografie

Údolí Val Lavizzara

Obec zahrnuje celou severovýchodní část okresu Vallemaggia. Hlavním údolím je údolí Val Lavizzara, na které na severu navazuje údolí Val Sambuco u Fusia. Nejdůležitějšími bočními údolími jsou Val di Peccia, západní boční údolí, které se u Peccia stáčí na západ, a Val di Prato východně od Prata. Na severozápadě obce leží jezero Lago del Narèt (2240 m n. m.), z něhož vytéká řeka Maggia. Maggia odtud protéká údolím Val Sambuco do jezera Lago del Sambuco (1461 m n. m.); tato nádrž byla vytvořena v roce 1956.
Dalšími většími jezery jsou Laghetti východně od Lago di Naret, Lago di Mognola (2003 m n. m.) východně od vesnice Mogno a Lago di Tomeo (1692 m n. m.) na jihovýchodě obce. Největším přítokem horního toku Maggia je potok Peccia, který se vlévá zleva u obce Peccia. V obci je řada menších potoků. Velkou část obce tvoří vysokohorské pastviny a hory. Celé údolí uzavírá horský hřeben, který vypadá jako ležatá podkova obrácená k jihozápadu.
Nejvýznamnějšími vrcholy jsou Cristallina (2912 m n. m.), Campo Tencia (3072 m n. m.), Corona di Redorta (2804 m n. m.) a Monte Zucchero (2735 m n. m.). Mezi údolím Val Bavona, údolím Val di Peccia a údolím Val Lavizzara (od západu k východu) se nachází další podkovovité pohoří, které většinou dosahuje nadmořské výšky 2600 m n. m.. Nejvyšším vrcholem této skupiny je Poncione di Braga ve výšce 2864 m n. m..
Z celkové rozlohy obce přes 187 km² tvoří více než polovinu, 53,9 %, neproduktivní půda (většinou hory a jezera). Dalších 30,2 % pokrývají lesy a lesní porosty. Pouze 15,2 % rozlohy obce lze využívat pro zemědělství; jedná se většinou o vysokohorské oblasti, které umožňují pouze chov hospodářských zvířat (ovcí, koz a krav). Zbývající plocha 0,7 % je zastavěná půda.
Sousedními obcemi jsou Airolo, Bedretto, Cevio, Dalpe, Faido, Maggia, Quinto a Verzasca.

## Historie
Obec vznikla roku 2004 sloučením doposud samostatných obcí Broglio, Brontallo, Fusio, Menzonio, Peccia a Prato-Sornico. Název získala podle údolí Val Lavizzara, kde se nachází většina sídel.

## Obyvatelstvo
| Rok            | 2003 | 2010 | 2017 | 2019 | 2020 |
| Počet obyvatel | 583  | 535  | 526  | 508  | 500  |

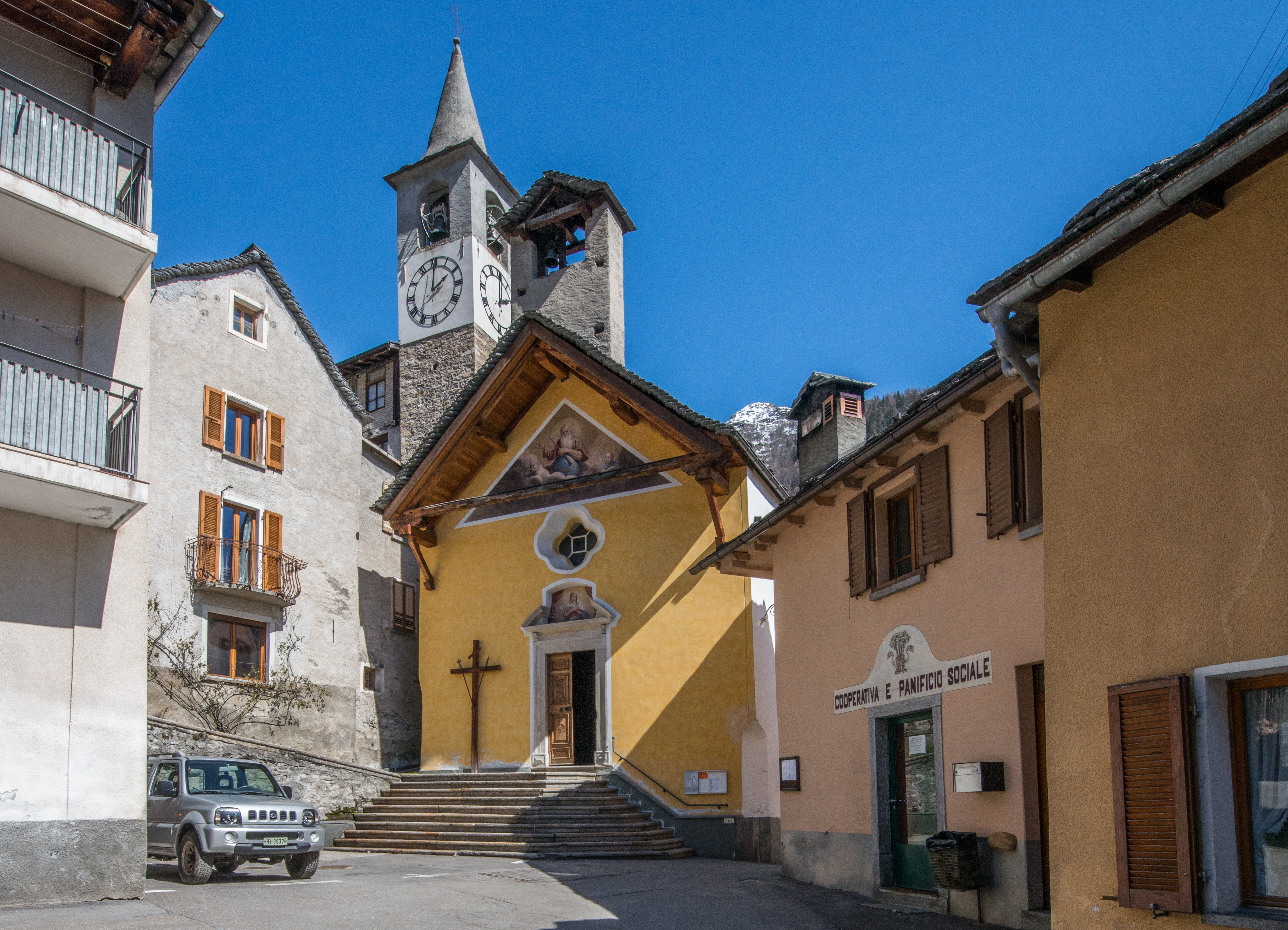
Kostel ve Fusiu

Oblast odlehlých horských údolí nikdy nemohla uživit mnoho lidí, proto obyvatelé již před staletími emigrovali. Mnozí se stěhovali jen sezónně do Itálie, Francie a Nizozemska, kde pracovali jako kominíci, zedníci, tkalci a řemeslníci. V 19. století začalo trvalé masové vystěhovalectví; hlavními cíli byly Kalifornie a Austrálie.
Několik osad se tak vylidnilo. Ve 20. století mnoho mladých lidí opustilo svou vlast kvůli odlehlosti a nedostatku ekonomických příležitostí a usadilo se v Locarnu, Luganu a dalších hospodářských oblastech Ticina. Dnes v mnoha vesnicích žijí převážně starší lidé. To si vynutilo sloučení různých obcí okresu Lavizzara do jedné obce.

## Hospodářství a doprava
V dřívějších dobách se většina obyvatelstva živila zemědělstvím. Dnes mnoho lidí pracuje v jiných obcích v údolí Maggia a v oblasti Locarna. Počet obyvatel, kteří se živí zemědělstvím, se mezi lety 1970 a 2000 snížil z 89 na 20 osob. Počet lidí pracujících v průmyslu a obchodě se také snížil, i když ne tak výrazně. Dnes většina lidí pracuje ve službách. Za posledních dvacet let se masivně zvýšil počet osob dojíždějících za prací. Pouze v obcích Peccia a Prato-Sornico stále většina lidí pracuje ve své obci. Cestovní ruch nehraje v této části údolí Maggia významnou roli.
V Peccii se nachází jediný mramorový lom ve Švýcarsku a sochařská škola (Scuola di Scultura di Peccia).
Jednotlivé obce jsou obsluhovány poštovními autobusy. Ty však jezdí pouze několikrát v každém směru a pouze během dne. Většina obyvatel proto používá svá auta.